# Uzbequistão nos Jogos Olímpicos de Verão de 2020
Uzbequistão participa nos Jogos Olímpicos de Verão de 2020. O responsável pela equipa olímpica é o Comité Olímpico Nacional do Uzbequistão, bem como as federações desportivas nacionais da cada desporto com participação. Participa com 71 atletas em 17 desportos.